# 987
سنة 987 م كانت سنة بسيطة تبدأ يوم السبت (الرابط يظهر نموذج التقويم الكامل للسنة) من التقويم اليولياني.

## مواليد
- ابن حيان القرطبي

## وفيات
- أمة الواحد بنت الحسين المحاملي
- ساويرس بن المقفع